# Vasilij Fjodorovič Malyškin
Vasilij Fjodorovič Malyškin (rusky Василий Фёдорович Малышкин), (29. prosince 1896 poblíž města Doněcka – 1. srpna 1946 v Moskvě) byl ruský generál a náčelník organizační správy ozbrojených sil KONR.

## Mládí
Narodil se v rodině účetního poblíž města Doněcka. V roce 1916 vystudoval novočerkasské gymnázium a v roce 1917 absolvoval zrychlený kurz Čugujevské vojenské školy (rusky Чугуевское военное училище). V carské armádě dosáhl hodnosti praporčíka ve 252. záložním pěším pluku.

## Služba v Dělnicko-rolnické Rudé armádě
V mládí se nadchl pro revoluci, protože v ní viděl šanci na nové a spravedlivější Rusko. Proto v dubnu 1918 dobrovolně vstoupil do Rudé armády, ve které začínal jako velitel roty 2. doněckého sovětského pluku. V roce 1919 vstoupil do VKS(b). Zúčastnil se Ruské občanské války v následujících postech:
- Od května 1919 – velitel praporu a asistent velitele 334. pěšího pluku.
- Od září 1919 – velitel 339. pěšího pluku.
- Od února 1920 – velitel 351. pěšího pluku.
- Od dubna 1920 – velitel 174. pěšího pluku.
- Od října 1921 – velitel 7. kavkazského střeleckého pluku.

Po ukončení bojů studoval na Vojenské akademii Rudé armády, kterou ukončil v roce 1927 a poté byl jmenován do funkce náčelník štábu 33. pěší divize v Mogilevu.
V letech 1931–1933 byl náčelníkem úseku Správy vojenských vzdělávacích institucí. Ve vojenské akademické dráze pokračoval ve funkci vedoucího Kyjevské pěchotní školy, kterou zastával v letech 1933–1935. Kolektivizace a politické represe spojené s třicátými léty v Sovětském svazu zchladily jeho mladické nadšení pro věc komunismu.
V Rudé armádě dále postupoval ve velitelském žebříčku:
- Od května 1935 do prosince 1936 byl vojenským komisařem a velitelem 99. pěší divize.
- Od prosince 1936 do srpna 1937 působil jako zástupce náčelníka štábu Transbajkalského vojenského okruhu.
- Od srpna 1937 do srpna 1938 pracoval jako náčelník štábu 57. zvláštního sboru v Mongolsku.

Jeho kariéra byla přerušena dne 9. srpna 1938 zatčením orgány NKVD za podezření z protisovětského spiknutí v rámci probíhající tzv. ježovštiny. U soudu se zřekl výpovědí vynucených mučením v přípravném řízení a díky tomu byl následně v říjnu 1939 propuštěn na svobodu.
Po propuštění pracoval jako odborný asistent na Vojenské akademii generálního štábu a od 18. prosince 1938 byl velitelem brigády.
Na počátku Velké vlastenecké války v roce 1941 zastával funkci náčelníka štábu 19. armády. Po obklíčení Skupinou armád Střed u Vjazmy upadl 24. října 1941 do německého zajetí. Službu v Rudé armádě ukončil jako generálmajor (povýšen dne 7. října 1941).

## Služba v ROA
V zajateckém táboře na základě zkušeností se sovětským systémem a jeho pojetím spravedlnosti deklaroval ochotu ke spolupráci s německými úřady. V roce 1942 již působil jako propagandista, jeho podpis je pod Smolenským provoláním, a následně byl v roce 1943 zařazen na propagační práci v oddělení propagandy OKW. V tomto oddělení se setkává s generálem Vlasovem a od té doby patří k jeho nejbližším spolupracovníkům. Vedl politické kurzy pro bývalé vojáky a důstojníky Rudé armády ve škole ve zvláštním táboře v Dabendorfu, která měla za úkol přípravu velících kádrů budoucí Ruské osvobozenecké armády.
Jako zástupce generála Vlasova představil dne 24. července 1943 v Paříži v hotelu Wagram na shromáždění ruských emigrantů za přítomnosti diplomatů, německé správy a novinářů cíle ruského osvobozeneckého hnutí. Ve svém projevu zdůraznil nutnost spojenectví s Velkoněmeckou říší proti bolševismu. Dále představil hlavní cíle hnutí, a to zničení bolševismu a stalinské moci. Celý proslov ukončil výzvou k budování nového svobodného Ruska, což vzbudilo nelibost německých úřadů, a proto byla slova o obnovení ruské říše z oficiálního záznamu vypuštěna.
V roce 1944 vedl skupinu propagandistů působících v ruských praporech ve Francii, kam byly tyto dobrovolnické útvary převeleny z důvodů nedůvěry německého velitelství k jejich loajalitě. Dne 14. listopadu 1944 se účastnil zasedání KONR v Praze, kde byl zvolen s generálem Truchinem členem rady (prezídia), který měl naplňovat Pražský manifest.
Koncem dubna 1945 byl jmenován zástupcem pro jednání s velením americké armády o kapitulaci. 7. května 1945 byl přijat k jednání jako parlamentář příslušníky 7. divize americké armády. Žádost o udělení azylu mu byla americkým vojenským velením odmítnuta. Německou kapitulací 8. května 1945 se stal vojenským zajatcem. V zajetí napsal zprávu pro americkou zpravodajskou službu o způsobu a metodice výcviku velitelů Rudé armády. Po jeho zpravodajském vytěžení byl vydán dne 25. března 1946 (podle českého pramene 1. května 1946) do Sovětského Svazu.

## Soud a poprava

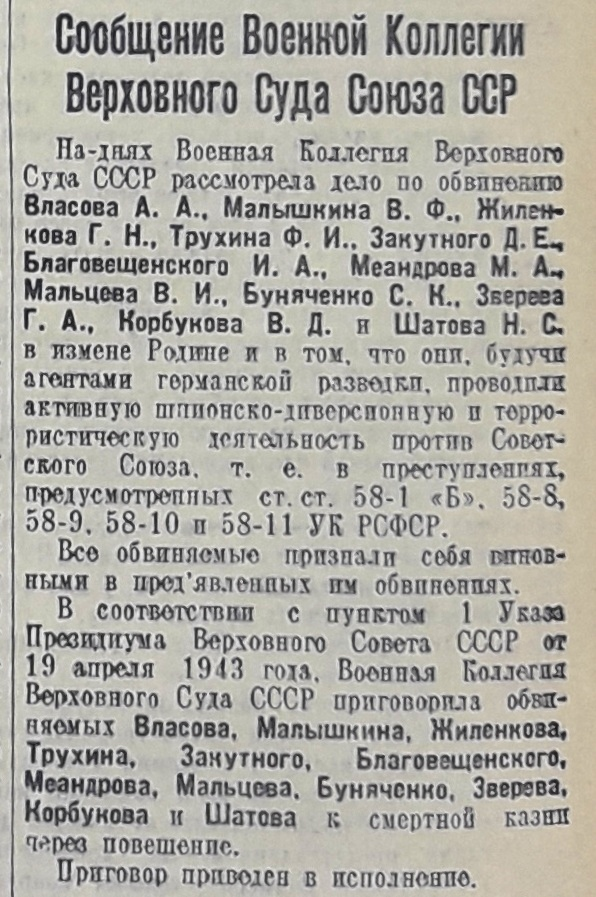
Zpráva o soudu v sovětském deníku Pravda ze dne 2. srpna 1946.

Po zatčení byl odvezen do Moskvy, kde byl vězněn. Bylo proti němu vedeno trestní řízení před Vojenským kolegiem Nejvyššího soudu SSSR. Před tímto soudem stanul společně s dalšími představiteli KONR.
U soudu se přiznal ke své vině. Byl shledán vinným ve všech bodech obžaloby trestnými činy podle §58 sovětského trestního zákoníku, viz obrázek. Rozsudkem byl zbaven všech vojenských hodností, státních vyznamenání a odsouzen k trestu smrti. Poprava oběšením byla vykonána 1. srpna 1946 na dvoře Věznice Butyrka. Jeho ostatky byly zpopelněny a popel rozptýlen.
Vojenské kolegium Nejvyššího soudu Ruské federace odmítlo 1. listopadu 2001 rehabilitovat jak Vlasova, tak další obžalované.